# Фирсов, Георгий Фролович
Георгий Фролович Фирсов (5 апреля 1917 — 24 октября 1960, Байконур) — заместитель главного конструктора по испытаниям ОКБ № 456.

## Биография
Родился 5 апреля 1917 года. В 1930-х годах работал в Газодинамической лаборатории, затем — в НИИ-3.
В 1950 году назначен заместителем главного конструктора ОКБ № 456, особого конструкторского бюро по испытаниям, создателем и бессменным руководителем которого (до 1974 года) являлся академик Валентин Петрович Глушко. Г. Ф. Фирсов — один из создателей жидкостных ракетных двигателей для межконтинентальных баллистических ракет (МБР) и первых космических кораблей.
В 1958 году согласно постановлению ЦК КПСС и Совета Министров СССР № 825—393 он вошел в состав Государственной комиссии по испытаниям одноступенчатой баллистической ракеты средней дальности (БРСД) Р-12 (индекс 8К63) с жидкостно-реактивным двигателем, принятой на вооружение в 1959 году.
В октябре 1960 года направлен в командировку на Научно-исследовательский испытательный полигон № 5 (космодром Байконур) для участия в первом испытательном пуске межконтинентальной баллистической ракеты Р-16.
24 октября 1960 года погиб в результате катастрофы при первых испытаниях межконтинентальной ракеты Р-16, которые проходили на 41-й площадке космодрома Байконур. Похоронен в городе Химки Московской области на Новолужинском кладбище (участок № 5).

## Память
- Имя Георгия Фроловича Фирсова носит кратер на обратной стороне Луны.